# パオロ・ルフィニ
パオロ・ルフィニ（Paolo Ruffini、1765年9月22日-1822年5月10日）はイタリアの数学者、哲学者、医者。

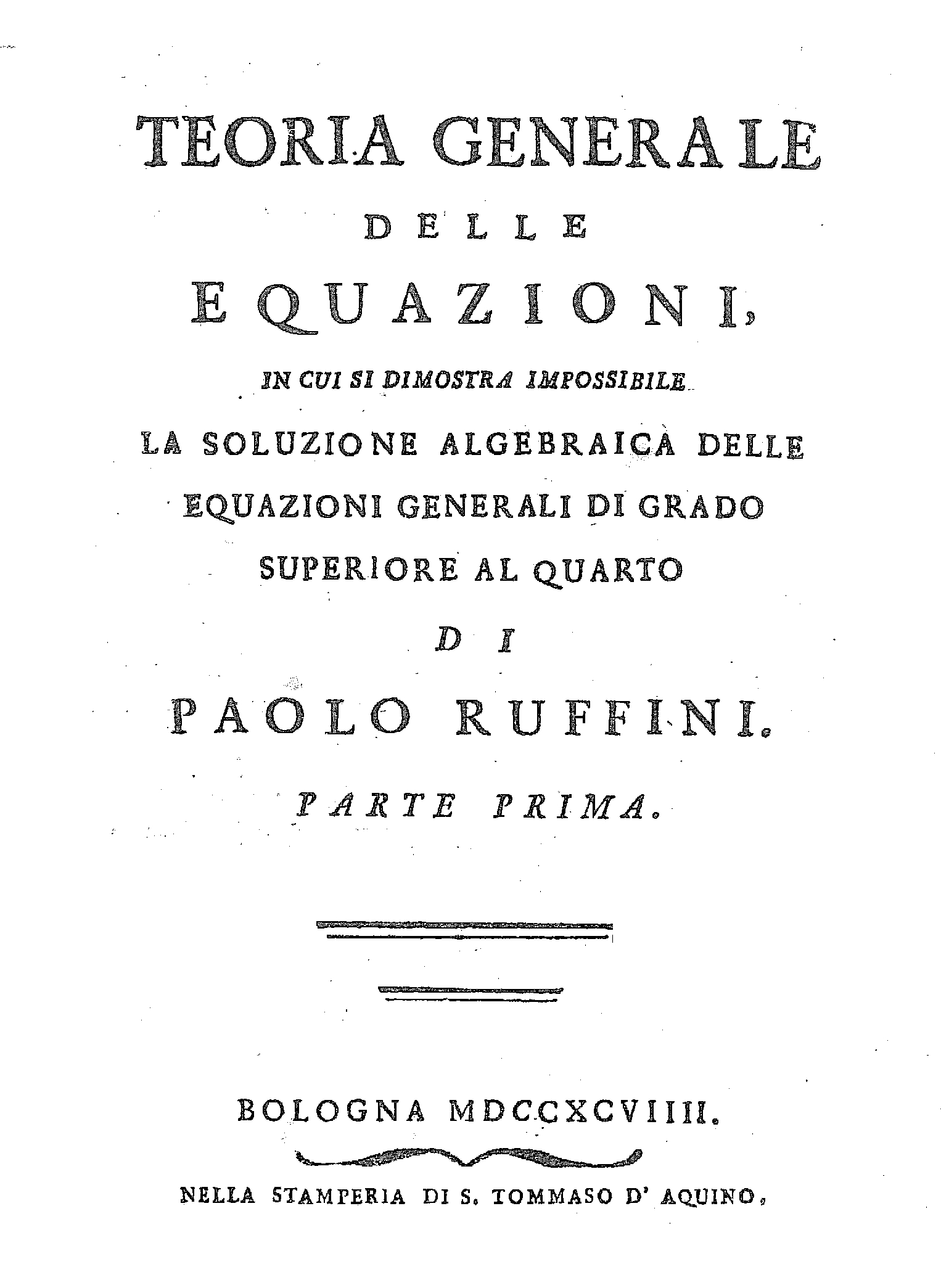
Teoria generale delle equazioni, 1799

## 生涯
彼はヴァレンターノで生まれて数学と医学を学び、モデナ大学で数学の教授となった。また医者として発疹チフスの治療をおこなった。その後、彼はモデナで没した。

## 業績
五次方程式が冪根を用いては解けないことの不完全な証明や、多項式の除算を効率的に行うルフィニのルールがある。また、群論や確率論や円の求積法に関する研究など。
五次方程式が代数的に解けないことを証明する過程で、部分集合から部分群を発見し、方程式の問題を群論の問題としてアプローチした先駆者である。
ラグランジュはラグランジュリゾルベント(変数の並び替え)を使って独自の手法で解の公式を導く方法を考案したが、五次方程式になると上手くいかなかった。並び替えと方程式の関係性に気づいていたが、それ以上並べ替えの数学に興味を示さず、
ルフィニが並べ替えから群の考察をした。
群の考察についての論文を提出したが、証明らしい証明はしていないと評されている。ルフィニの論文は結局のところ、アバディなる人物がルフィニに手助けをして証明は形成されていく。
最終的にアーベルがルフィニの証明(五次方程式の不可解性)の欠陥を補う形で完成する。
群論を生み出し、群論と方程式の関連性を主張した。
方程式と群論の橋渡しをした歴史的な偉業は大きい。